# Serj Tankian
Serj Tankian (in armeno Սերժ Թանգեան?, Serž T’angean; Beirut, 21 agosto 1967) è un cantautore, polistrumentista e produttore discografico statunitense, cofondatore e frontman del gruppo musicale statunitense System of a Down.
Molto dotato sul piano vocale, Tankian è in grado di spaziare da un falsetto a un growl o a un cantato più pulito e melodico; le sue doti gli hanno valso il 26º posto nella classifica dei migliori 100 cantanti metal di tutti i tempi, stilata dalla rivista Hit Parader.
Nella sua carriera ha pubblicato cinque album con i System of a Down e oltre dieci come solista, tra cui uno realizzato con Arto Tunçboyacıyan (Serart), uno con Jimmy Urine (Fuktronic) e l'omonimo album del collettivo jazz Jazz-Iz-Christ. Inoltre nel 2005 ha prodotto l'album Enter the Chicken di Buckethead, collaborando ai brani We Are One, Coma e Waiting Hare.
Oltre ad essere polistrumentista, ha esordito anche come poeta nel 2001 con la raccolta di poesie Cool Gardens, seguita dalla seconda raccolta Glaring Through Oblivion, pubblicata dieci anni più tardi. Nel 2002 fondò insieme con gli altri membri dei System of a Down e con Tom Morello (chitarrista degli Audioslave e dei Rage Against the Machine) un'organizzazione non a scopo di lucro chiamata Axis of Justice.

## Biografia

### Primi anni
Tankian nasce a Beirut, in Libano, il 21 agosto 1967 da genitori armeni. All'età di cinque anni si trasferì con i genitori a Los Angeles, in California, dove frequentò la Rose and Alex Pilibos Armenian School, scuola frequentata anche da altri due futuri membri dei System of a Down, Daron Malakian e Shavo Odadjian.
Successivamente Tankian frequentò l'Università statale della California - Northridge, laureandosi in marketing e business, e nello stesso periodo iniziò a suonare strumenti e a scrivere brani. Il suo primo gruppo musicale sono stati i Forever Young, nei quali Tankian era il tastierista. La formazione si sciolse tuttavia dopo aver suonato un solo concerto presso l'American Cultural Center di Hollywood.

### Soil e System of a Down (1992-2006)
La nascita dei System of a Down deriva dalla creazione di un primo gruppo denominato Soil (da non confondere con gli omonimi Soil), composto da Tankian alla voce e alla tastiera, Daron Malakian alla voce e alla chitarra, Dave Hakopyan al basso e Domingo Laranio alla batteria. Il gruppo assunse Shavo Odadjian come manager, ma quest'ultimo entrò nella formazione come chitarrista ritmico. Laranio e Hakopyan successivamente abbandonarono il gruppo, portando così i Soil allo scioglimento.
Tankian, Odadjian e Malakian formarono pertanto un nuovo gruppo chiamato System of a Down, nome che deriva da un poema composto da Malakian intitolato Victims of a Down. Odadjian passò dalla chitarra al basso e passò le sue funzioni manageriali alla Velvet Hammer Music and Management Group e al suo fondatore, David "Beno" Benveniste. Alla batteria fu reclutato Ontronik Khachaturian, un vecchio amico di scuola di Odadjian e di Malakian, con il quale suonò in un gruppo chiamato Snowblind. La formazione registrò tra il 1995 e il 1996 tre demo, dopodiché Khachaturian abbandonò il gruppo a causa di infortunio alla mano durante un concerto. Quest'ultimo fu rimpiazzato da John Dolmayan. Il gruppo iniziò velocemente ad esibirsi per i vari locali della California, iniziando ad attirare un notevole seguito di fan.

### Elect the Dead(2007-2009)

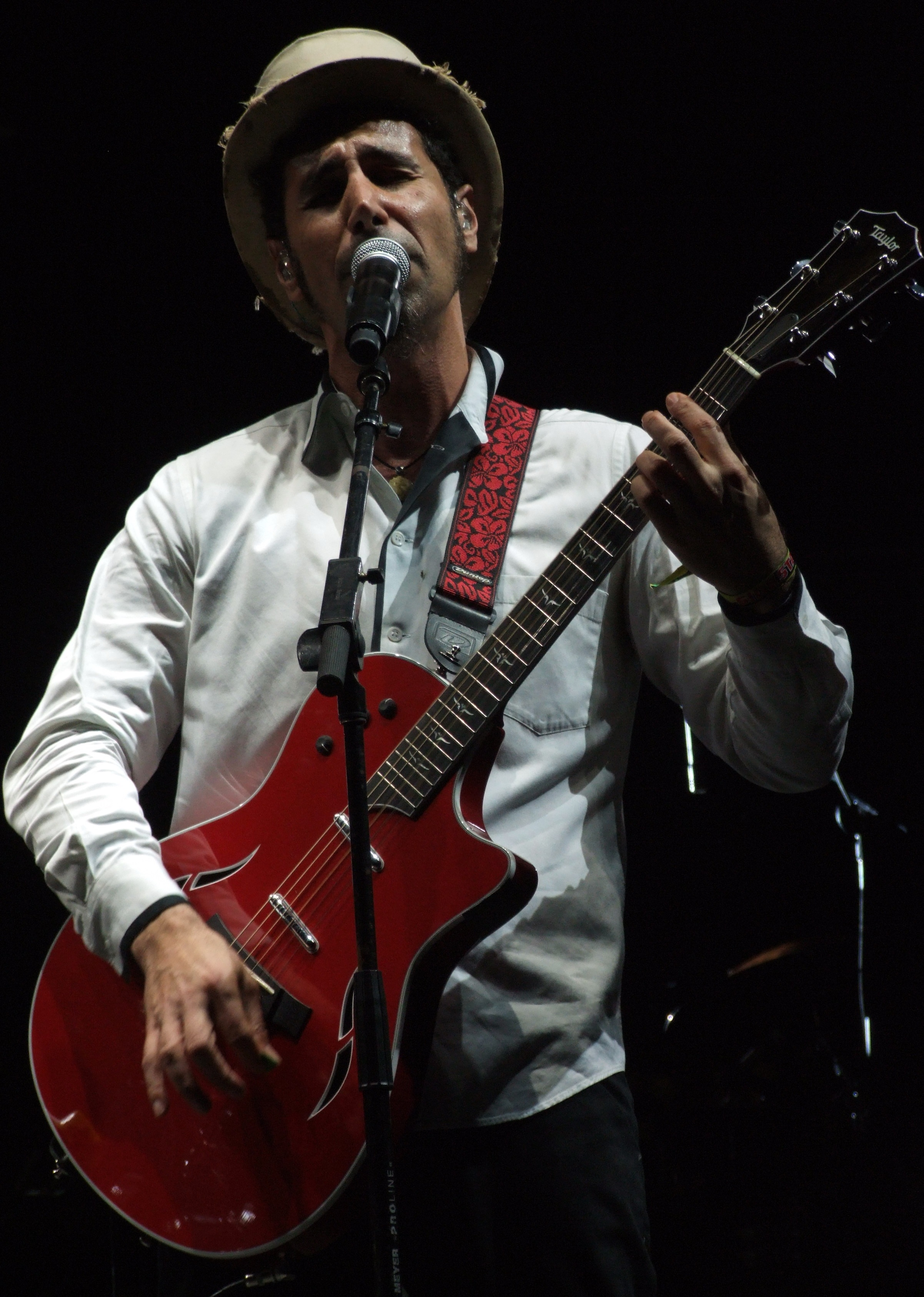
Serj Tankian nel 2008

Dopo la pausa annunciata dai System of a Down nel 2006, Tankian iniziò a comporre materiale per il suo album di debutto come artista solista. Il 23 ottobre 2007 venne pertanto pubblicato Elect the Dead, composto da dodici brani e distribuito dalla Serjical Strike Records, etichetta discografica fondata dal cantante nell'aprile 2001 al fine di promuovere stili e correnti musicali che altrimenti verrebbero ignorate.
Al fine di pubblicizzare l'album di debutto, l'artista decise inoltre di rendere disponibile attraverso il proprio canale YouTube un video per ciascun brano tramite la collaborazione di diversi registi. Da Elect the Dead sono stati estratti come primi singoli The Unthinking Majority (30 luglio) e Empty Walls (1º ottobre): il video di quest'ultimo brano presenta un chiaro riferimento alle vicende che hanno coinvolto l'esercito statunitense impegnato in Iraq e in Afghanistan, passando dagli attentati dell'11 settembre 2001 fino alle torture di Abu Ghraib. La promozione del disco è proseguita attraverso un'estesa tournée statunitense ed europea tra il 2007 e il 2008, durante la quale Tankian è stato accompagnato dal gruppo spalla The F.C.C., composto tra gli altri anche da Dan Monti, che ha contribuito alla realizzazione di Elect the Dead. Intorno allo stesso periodo sono stati pubblicati come singoli anche Lie Lie Lie e Sky Is Over.
Nel 2009 venne realizzata una versione sinfonica dell'album grazie alla collaborazione con l'orchestra filarmonica di Auckland, composta di 70 elementi. L'esibizione fu immortalata nell'album dal vivo Elect the Dead Symphony, pubblicato l'8 marzo 2010. Per l'occasione furono eseguiti anche alcuni brani non inclusi nell'album originale, come The Charade (la cui versione rock è stata estratta come singolo) e Gate 21, successivamente apparso nella lista tracce del secondo album Imperfect Harmonies.

### Imperfect Harmonies(2010-2011)

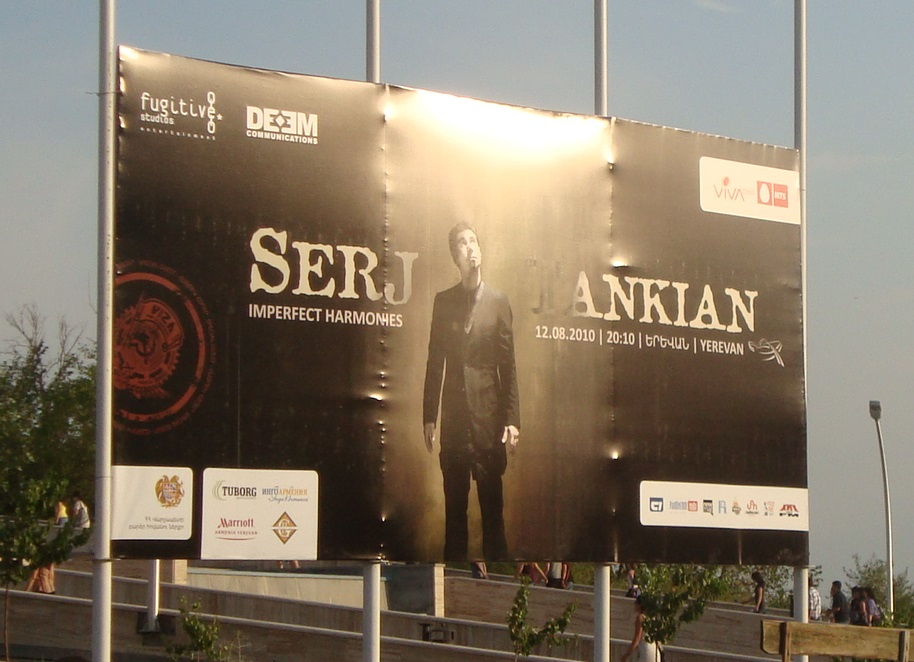
Cartellone promozionale del concerto tenuto da Tankian a Erevan durante il tour di Imperfect Harmonies

Il 21 settembre 2010 Tankian pubblicò il secondo album in studio Imperfect Harmonies, il quale mostra un chiaro distacco dalle sonorità che caratterizzavano il precedente album e si avvicina a sonorità sinfoniche ed elettroniche. I singoli estratti furono Left of Center e Reconstructive Demonstrations. Il 14 febbraio 2011 pubblicò l'EP Imperfect Remixes, contenente quattro remix di alcuni brani presenti in Imperfect Harmonies. Il brano Goodbye - Gate 21, presente nell'EP, è stato inserito nella colonna sonora del film Transformers 3.

Il 25 febbraio 2011, all'American Repertory Theater avvenne il debutto di Prometheus Bound, musical creato insieme al drammaturgo americano Steven Sater. Il cantante disse che la collaborazione per lo spettacolo fu una grande esperienza per lui:
 Nello stesso anno venne pubblicato un singolo proveniente dal musical, intitolato The Hunger e interpretato dalla leader dei Garbage Shirley Manson; il 4 ottobre venne pubblicato il brano inedito Total Paranoia, inserito nella colonna sonora del videogioco Batman: Arkham City.

### Reunion con i System of a Down,Harakiri(2012)

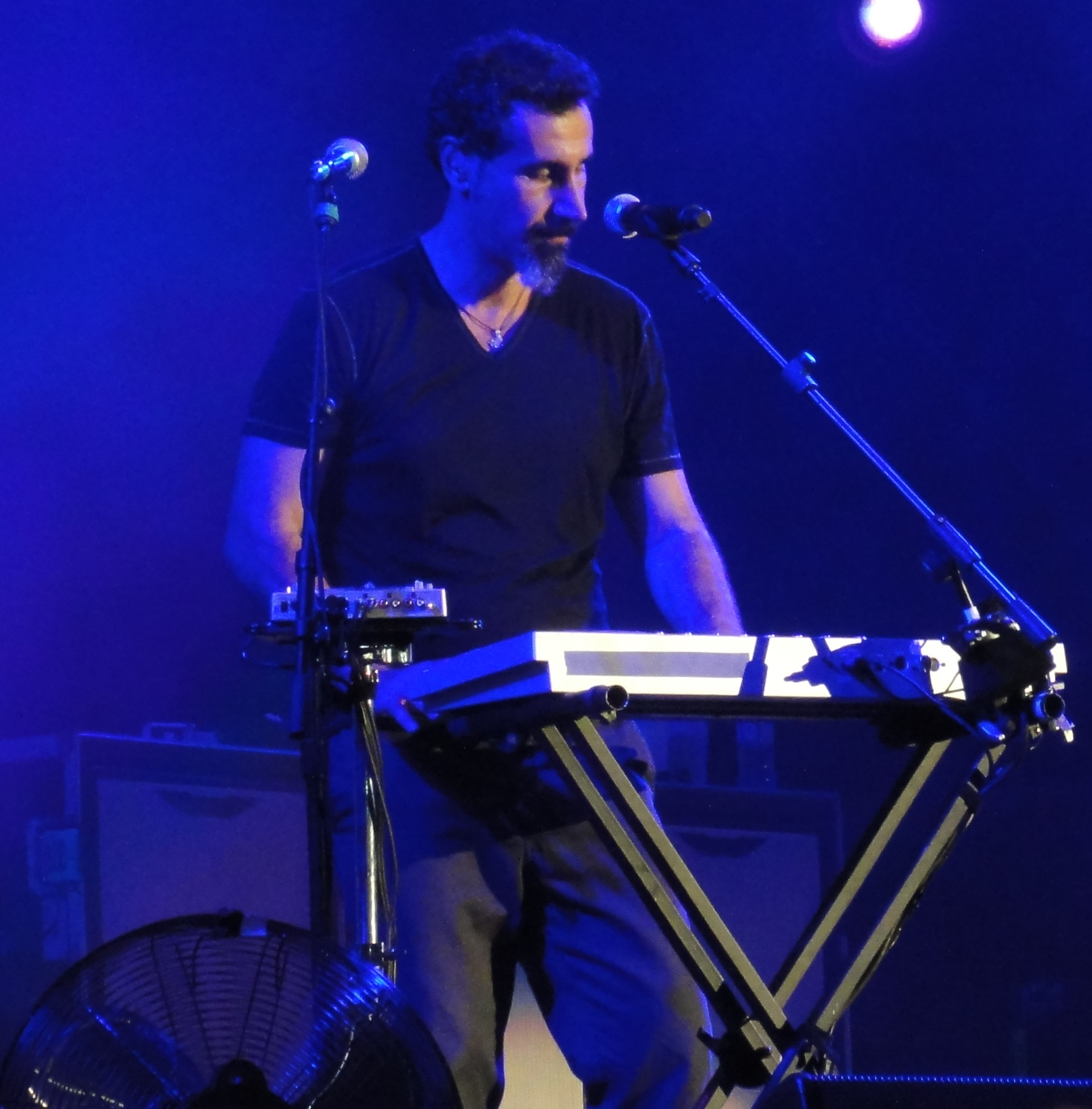
Tankian in concerto con i System of a Down nel 2013

Il 29 novembre 2010 i System of a Down annunciarono che sarebbero tornati ad esibirsi dal vivo in vari festival europei e nordamericani. Nell'annuncio della loro riunione pubblicato sul sito ufficiale, il gruppo spiegò il fatto che essi sono tornati ad esibirsi dal vivo «semplicemente perché avevamo voglia di suonare ancora insieme».
Il 13 luglio 2011 il cantante pubblicò su canale YouTube uno spezzone di un brano inedito, mentre il 3 aprile 2012 annunciò attraverso il proprio sito ufficiale il suo terzo album, intitolato Harakiri, pubblicato il 10 luglio dello stesso anno. L'album è stato il primo di una serie di quattro dischi annunciati dal cantante: gli altri sono Orca Symphony No. 1 (album di musica classica realizzato con la partecipazione della Das Karrussel Orchestra), Jazz-Iz-Christ (album jazz dell'omonimo supergruppo fondato da Tankian con diversi musicisti della scena jazz e non) e Fuktronic, disco nato dalla collaborazione tra Tankian e Jimmy Urine dei Mindless Self Indulgence.
Il 25 aprile Tankian confermò che il primo singolo estratto da Harakiri si sarebbe intitolato Figure It Out, uscito il 1º maggio. In quest'ultima data venne annunciata anche la lista tracce e la copertina dell'album. Il 4 giugno venne pubblicato il secondo singolo estratto dall'album, ovvero Cornucopia. Pochi giorni dopo la pubblicazione di Harakiri, furono diffusi i video per la title track, per Occupied Tears e per Uneducated Democracy, usciti rispettivamente l'11, il 12 e il 19 luglio.

### Orca Symphony No. 1,Jazz-Iz-Christe collaborazioni (2012-2013)
Il 3 ottobre 2012 Tankian ha annunciato il debutto dal vivo del suo quarto album Orca Symphony No. 1, avvenuto il 28 ottobre presso il Brucknerhaus di Linz (Austria). In quella data, il cantante ha eseguito anche gran parte dei brani tratti dall'album dal vivo Elect the Dead Symphony. Il 18 dicembre dello stesso anno è stato annunciato attraverso il suo sito ufficiale che il cantante avrebbe composto l'intera colonna sonora del videogioco Morning Star, quest'ultimo inizialmente programmato per la primavera del 2013. Il 25 aprile 2013 sono state annunciate le date di pubblicazione di Orca Symphony No. 1 e di Jazz-Iz-Christ, rispettivamente fissate al 25 giugno e per il 23 luglio. Per la promozione di Orca Symphony No. 1 è stato realizzato un video per il brano Act II - Oceanic Subterfuge, oltre alla pianificazione di un breve tour svoltosi prevalentemente in Europa.
Il 2013 ha visto una partecipazione attiva di Tankian in campo musicale, collaborando con svariati artisti: la prima collaborazione è stata quella con i Device al brano Out of Line, per poi partecipare al progetto benefico Revolution Harmony con il musicista norvegese Ihsahn e al musicista canadese Devin Townsend, pubblicando il singolo We Are il 18 luglio, in occasione della Giornata internazionale di Nelson Mandela. Un'altra successiva collaborazione è stata quella con il rapper Tech N9ne al brano Straight Out the Gate, presente nell'album Something Else; il brano è stato successivamente accompagnato dal relativo video musicale, reso disponibile a partire dal 1º agosto. Nel mese di luglio Tankian ha inoltre annunciato il progetto Disarming Time Musical Paintings, nel quale ha mostrato alcuni suoi dipinti. Tale progetto ha raggiunto il culmine nella metà di novembre dello stesso anno a Hollywood attraverso la mostra interattiva denominata Eye for Sound, in cui sono stati resi pubblici 22 dipinti originali del cantante, ciascuno accompagnato da una distinta composizione musicale.

### Colonne sonore e altre attività (2014-2019)
Il 20 agosto 2014 il cantautore ha annunciato la prima mondiale della composizione sinfonica 100 Years, composta insieme a John Psathas (collaboratore di Tankian agli arrangiamenti di Elect the Dead Symphony) e presentata un mese esatto più tardi presso il Lark Music Society di Los Angeles. Il 21 agosto è stato reso disponibile per l'ascolto il singolo Shooting Helicopters del produttore EDM Benny Benassi, a cui Tankian ha collaborato vocalmente; la versione radiofonica del brano è stata successivamente pubblicata per il download digitale il 26 agosto.
L'8 gennaio 2015, intervistato da Rolling Stone, Tankian ha annunciato la realizzazione di un'intera colonna sonora creata per il film 1915, basato sul genocidio armeno e distribuito nell'aprile dello stesso anno. Il 17 aprile è stato invece presentato il video di 100 Years, pubblicato per commemorare anch'esso il genocidio armeno. Il 9 aprile 2016, intervistato da Billboard, Tankian ha annunciato la pubblicazione della colonna sonora di 1915, uscita il 22 dello stesso mese. Il 24 dello stesso mese si è svolta a Erevan la prima edizione degli Aurora Prize for Awakening Humanity, il cui tema musicale è un brano inedito di Tankian intitolato Aurora's Dream, e nello stesso periodo è stato composto il brano Artsakh, incentrato sul conflitto nel Nagorno Karabakh avvenuto in tale periodo; il singolo è stato pubblicato il 4 maggio ed è stato accompagnato dal relativo video musicale.
Il 21 luglio 2017 Tankian ha rivelato di aver composto la colonna sonora del film Furious - The Legend of Kolovrat diretto da Ivan Shurkhovetskiy. L'uscita della colonna sonora, intitolata Furious (Original Motion Picture Soundtrack), è avvenuta l'8 dicembre dello stesso anno attraverso la Lakeshore Records, la quale il 17 novembre ha pubblicato un'altra colonna sonora composta da Tankian, ovvero quella per il film Intent to Destroy. Il 20 dicembre, in segno di ringraziamento per il supporto ricevuto dai fan, il cantante ha distribuito gratuitamente il brano inedito Industrialized Overload, risalente al periodo antecedente a Elect the Dead; due giorni più tardi è uscito come singolo presso i principali negozi digitali.
Il 1º febbraio 2019 Tankian ha pubblicato digitalmente la colonna sonora del film The Last Inhabitant, registrata tre anni prima. Il mese seguente è stata resa disponibile anche la colonna sonora del videogioco Midnight Star, alla quale l'artista ha lavorato durante il 2015. Sempre nel 2019 ha interpretato la canzone The Rains of Castamere, inclusa nella colonna sonora dell'ottava stagione della serie televisiva Il trono di spade.

### Anni 2020 (2020-presente)
Il 25 aprile 2020 Tankian ha pubblicato il singolo Hayastane, il cui testo (in lingua armena) è stato interamente scritto dal primo ministro Nikol Pashinyan. Il successivo 8 maggio 2020 è stato pubblicato l'album Fuktronic, frutto della collaborazione di Tankian con Jimmy Urine dei Mindless Self Indulgence e per il quale sono stati richiesti circa otto anni di lavorazione.
Nel maggio 2020, in un'occasione di un'intervista concessa a Spin, Tankian ha rivelato l'intenzione di pubblicare un EP dalle sonorità rock e contenente materiale originariamente composto per un ipotetico sesto album dei System of a Down ma in seguito ultimato a suo nome a causa di visioni musicali differenti con gli altri componenti del gruppo. Intitolato Elasticity, il disco è uscito il 19 marzo 2021 e si caratterizza per le sopracitate sonorità più pesanti oltre a parti cantate che spaziano tra il melodico e quello più aggressivo. Al fine di promuovere l'EP, Tankian ha pubblicato i video musicali di Elasticity e Electrical Yerevan, usciti tra febbraio e marzo 2021.
Il 2021 ha visto Tankian particolarmente attivo in campo musicale, pubblicando nel corso dell'anno sei album. Il primo tra questi è stato Cool Gardens Poetry Suite, uscito a luglio, seguito il mese seguente da due dischi strumentali legati alla serie Cinematique: Cinematique Series: Illuminate e Cinematique Series: Violent Violins. Tra agosto e settembre sono state rese disponibili le colonne sonore Truth to Power (Original Motion Picture Soundtrack) e I Am Not Alone (Original Motion Picture Soundtrack), mentre il 29 novembre il cantante ha pubblicato l'album dal vivo Live in Edmonton, contenente la registrazione integrale del concerto svoltosi nel 2008 insieme agli F.C.C. durante la tournée di Elect the Dead. Un ulteriore album dal vivo con gli F.C.C., intitolato Live at Leeds, è stato distribuito l'8 aprile 2022.
Il 19 maggio 2022 viene annunciata la sua partecipazione alla colonna sonora del videogioco sparatutto ritmico Metal: Hellsinger con il brano No Tomorrow, presentato nel trailer. L'8 giugno è stata la volta del singolo Amber, cantato interamente in lingua armena e realizzato in collaborazione con Sevak Amroyan. A fine anno è invece uscita la colonna sonora della serie Netflix Madoff, il mostro di Wall Street.
Il 29 aprile 2023 Tankian ha tenuto un concerto speciale al Soraya di Los Angeles dove ha presentato la composizione sinfonica Invocations accompagnato dalla CSUN Orchestra e da una serie di artisti ospiti, tra cui Charles Elliot degli Abysmal Dawn, Azam Ali e J̌ivan Gasparyan.

## Filantropia
Serj Tankian è molto impegnato sul lato sociale. Il suo impegno principale riguarda il riconoscimento del genocidio armeno da parte dei governi di Stati Uniti d'America e Turchia.
Nel 2005 ha unito la sua voce al movimento ambientalista Hydrogen (f)or Life, finalizzato allo sviluppo delle energie pulite e dell'economia dell'idrogeno.

## Attivismo
Tankian è impegnato per la tutela dell'ambiente e per i diritti degli animali: è diventato vegetariano impegnato contro il sistema dei macelli industriali. Nel luglio 2009 Tankian ha firmato la petizione PETA contro i metodi di macellazione dei polli impiegati dalla Kentucky Fried Chicken.

## The F.C.C.
Gli F.C.C. (Flying Cunts of Chaos) sono stati il gruppo di supporto di Tankian da quando ha intrapreso la carriera solista a partire dal 2007. La formazione pubblicò il singolo di debutto Daysheet Blues il 30 luglio 2010, che avrebbe dovuto anticipato il loro album di debutto, mai pubblicato.
Formazione
- Dan Monti – chitarra ritmica, cori (2007-2012)
- Jeff Mallow – chitarra solista, cori (2008-2012)
- Mario Pagliarulo – basso, cori (2007-2012)
- Erwin Khachikian – tastiera, sintetizzatore, cori (2007-2012)
- Troy Zeigler – batteria, cori (2007-2012)

Ex membri
- Larry "Ler" LaLonde – chitarra, cori (2007-2008)

## Discografia

### Da solista
- 2003 – Serart (con Arto Tunçboyacıyan)
- 2007 – Elect the Dead
- 2010 – Imperfect Harmonies
- 2012 – Harakiri
- 2013 – Orca Symphony No. 1
- 2020 – Fuktronic (con Jimmy Urine)
- 2021 – Cool Gardens Poetry Suite
- 2021 – Cinematique Series: Illuminate
- 2021 – Cinematique Series: Violent Violins

### Con i System of a Down
- 1998 – System of a Down
- 2001 – Toxicity
- 2002 – Steal This Album!
- 2005 – Mezmerize
- 2005 – Hypnotize

### Con l'Axis of Justice
- 2004 – Axis of Justice: Concert Series Volume 1

### Con i Jazz-Iz-Christ
- 2013 – Jazz-Iz-Christ

## Opere letterarie
- 2001 – Cool Gardens
- 2011 – Glaring Through Oblivion